# Горностаївка (станція)
Горностаївка — прикордонна проміжна залізнична станція 5-го класу Київської дирекції Південно-західної залізниці на лінії Чернігів — Гомель між станціями Грибова Рудня (10 км) та Терюха (18 км), що знаходиться у Білорусі і підпорядкована Гомельському відділенню Білоруській залізниці. Розташована в смт Добрянка Чернігівського району Чернігівської області.

## Пасажирське сполучення
На станції зупиняються усі поїзди далекого сполучення для здійснення прикордонного та митного контролю. 
Для приміських поїздів, що курсують з Чернігова, станція є кінцевою.
На станції діє пункт контролю Горностаївка.

## Галерея

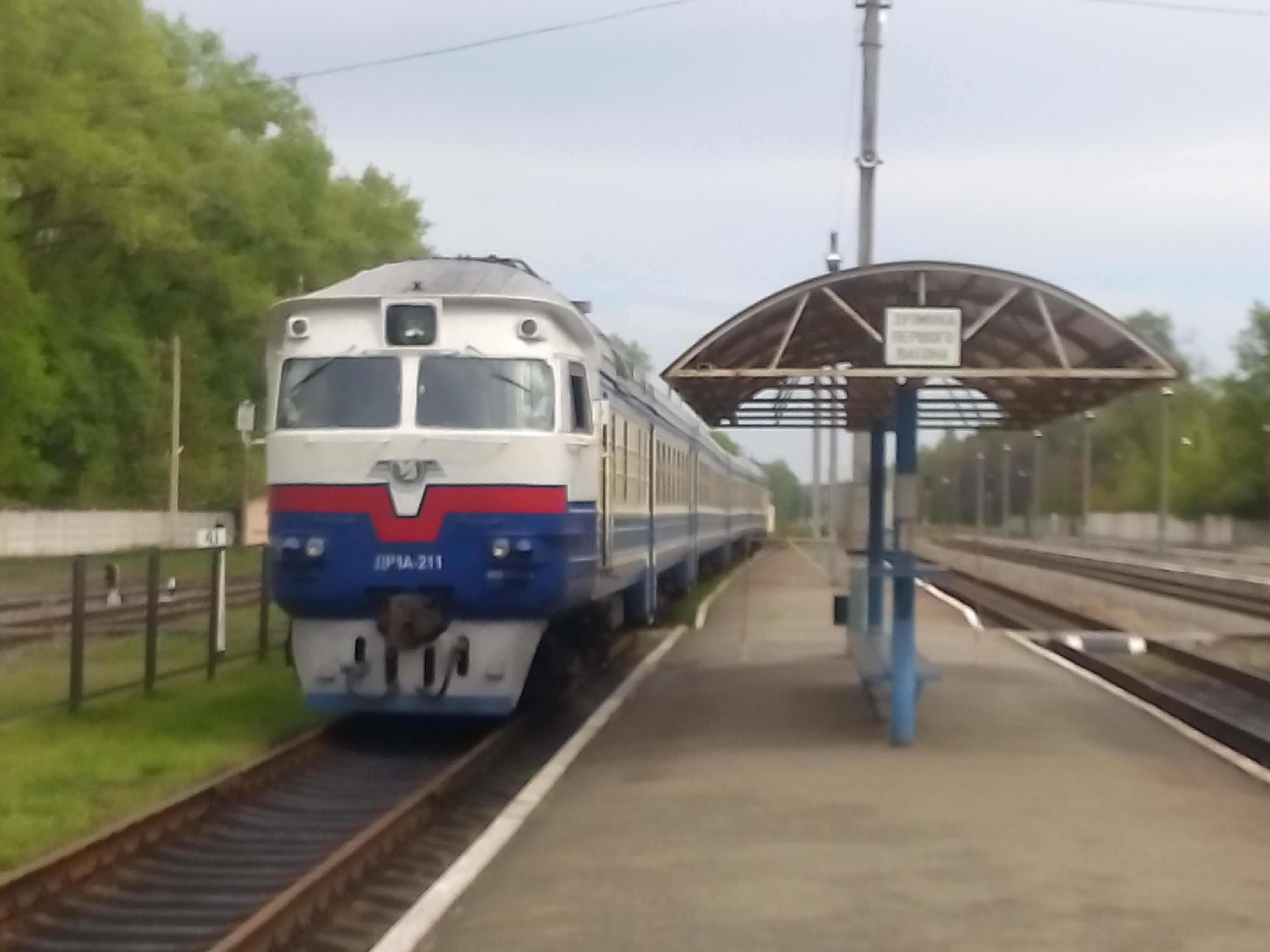
Дизель-поїзд ДР1А-211 на станції Горностаївка (травень 2016)
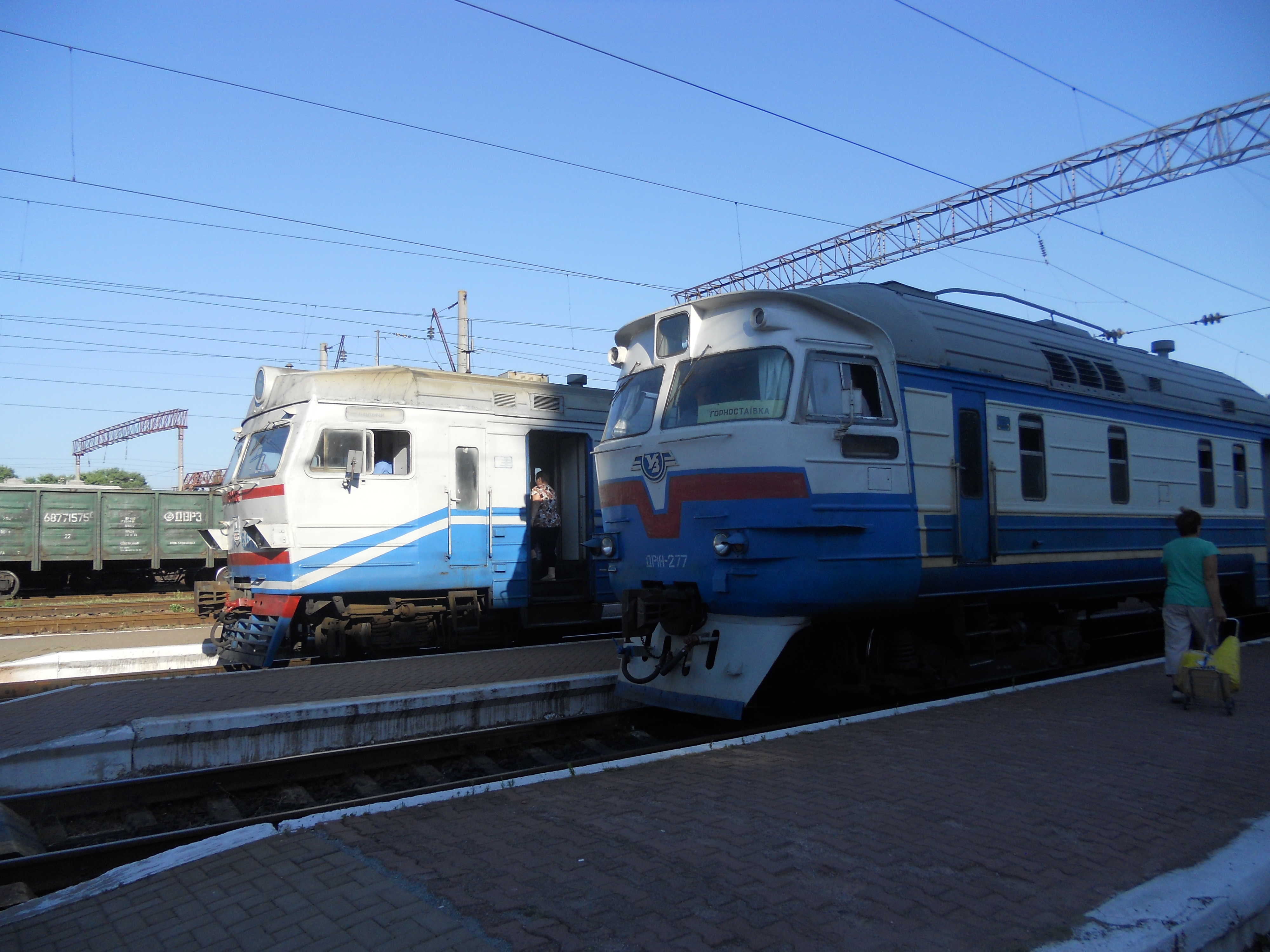
Дизель-поїзд ДР1А-277 Чернігів — Горностаївка на станції Чернігів (серпень 2015)